# 이즈마일로보역
이즈마일로보역(러시아어: Измайлово)은 모스크바 지하철 모스크바 중앙 순환선의 역이다.

## 역명
역명은 이즈마일로보 구역에서 따온 것이다. 시에서 역명을 이즈마일롭스키 공원으로 변경한 것은 노선이 개통되기 직전이다.

## 환승
이즈마일로보 역에서는 아르바츠코 포크롭스카야 선의 파르티잔스카야 역으로 베르니사즈스카야 울리차 폐쇄된 통로 위를 거쳐서 도보로 이동할 수 있고 무료 환승이 가능하다.